# ソマリア暫定国民政府

ソマリア共和国暫定国民政府
Transitional National Government of Somalia (英語)

国歌: Heesta calanka Soomaaliya（ソマリ語）
ソマリアの国歌（2000年）Soomaaliyeey toosoo（ソマリ語）
目覚めよ、ソマリア
ソマリアの位置

暫定国民政府（ざんていこくみんせいふ、英語: Transitional National Government, TNG）または暫定中央政府は、ソマリア内戦終結を目指して2000年に作られたソマリアの臨時政府である。多くの氏族が協力せず、反対組織も結成された。2004年に暫定国民政府と多くの反対組織が和解し、暫定連邦政府に移行して終了した。

## 歴史

### 背景
ソマリアでは1988年に終結したオガデン戦争の敗北をきっかけに、氏族同士の対立が激化し、ソマリア内戦へと突入した。内戦当初は有力軍閥が内部分裂を繰り返すなど泥沼化の様相を見せていたが、1990年代後半になると、ソマリア北東部がプントランドとして独立宣言するなど、徐々に秩序の回復が見られるようになってきた。そのため、ソマリア再統一の動きが出始めた。

### ジブチ会議
1999年3月から4月にかけて、ジブチ大統領のイスマイル・オマル・ゲレの主張により、政府間開発機構（IGAD）主催のソマリア和平会議の開催場所がエチオピアからジブチに移されることとなった。ジブチが選ばれたのは、ジブチにソマリ語話者が多いためだった。これが、ソマリア和平を目指した13回目の国際会議となり、名称はソマリア国民和平会議（Somalia National Peace Conference, SNPC）とされた。この会議は後に「ジブチ会議」と呼ばれることとなった。
1999年6月15日、モガディシュの元市長で、プントランドの内務長官だったハッサン・アブシレ・ファラーが和平会議の議長に就任した。プントランド大統領のアブドゥラヒ・ユスフがこの会議への参加を禁止していたため、4月に内務長官を辞任しての参加だった。
初回の会議は2000年4月20日から5月5日まで行われ、5月15日には8名の技術委員が選出された。委員長はモハメド・アブディ・モハメド、事務局長はザカリア・モハメド・ハジ・アブディ、広報担当はジャマ・アリ・ジャマが担当した。
和平会議には、ソマリア各地の有力団体（主として軍閥）の代表も招かれた。主な参加者、不参加者は次の通り（開催後に判明した情報も含む）。ソマリア国内の最大勢力であるソマリランド、プントランドのいずれも参加しなかった。
| 名前                                       | 所属                        | 氏族           | 肖像 |
| ------------------------------------------ | --------------------------- | -------------- | ---- |
| 和平会議にも暫定国民政府にも参加           |                             |                |      |
| アリ・マフディ・ムハンマド                 | ソマリアの第4代大統領       | ハウィエ       |      |
| アブディカシム・サラ・ハッサン             | 内戦前の政府閣僚            | ハウィエ       |      |
| モハメド・アフラ・カンヤレ                 | 統一ソマリ会議（USC）       | ハウィエ       |      |
| バレ・アダン・シレ・ヒラーレ               | ジュバ渓谷連合（JVA）       | ダロッド       |      |
| 和平会議には参加したが暫定国民政府に不参加 |                             |                |      |
| ハサン・シャティガドゥド                   | ラハンウェイン抵抗軍（RRA） | ラハンウェイン |      |
| アブディラフマン・トゥール                 | ソマリランドの初代大統領    | イサック       |      |
| モハメド・モルガン                         | ソマリ愛国運動（SPM）       | ダロッド       |      |
| 和平会議に不参加                           |                             |                |      |
| イブラヒム・エガル                         | ソマリランド大統領          | イサック       |      |
| アブドゥラヒ・ユスフ                       | プントランド大統領          | ダロッド       |      |
| フセイン･アイディード                      | ソマリ国民同盟（SNA）       | ハウィエ       |      |
| オマール・ハジ・マサラー                   | ソマリア国民戦線（SNF）     | ダロッド       |      |
| ムサ・スディ・ヤラホウ                     | ソマリ救国同盟（SSA）       | ハウィエ       |      |
| オスマン・アリ・アト                       | ソマリ国民同盟（SNA）の分派 | ハウィエ       |      |

6月28日、ソマリランドはジブチ会議の決定に従わない旨を発表した。また、暫定国民政府の目標が、連邦制というよりも中央集権制に近かったため、協力しようとしない団体も多かった。発表された暫定国民憲章が、軍閥支配地域の一部を認め、一部を認めないといった矛盾があったことが原因とも言われている。

### 暫定国民政府の成立
2000年8月20日にアブダラー・イサーク・ディーロウが暫定国民議会議長に選任された。8月27日、議会はアブディカシム・サラ・ハッサンを大統領に指名し、暫定国民政府（TNG）が成立した。ソマリア国民政府はバイドアに置かれることが決まった。さらに10月8日、アブディカシム大統領はアリ・カリフ・ガライドを首相に任命した。
アブディカシム大統領は11月、エチオピアを初訪問。しかし、エチオピアは、暫定国民政府に不参加のプントランドとの関係を重視して、この際も暫定国民政府の承認を表明しなかった。

### 対立組織SRRCの成立と戦闘
2001年2月末、暫定国民政府に反対する有力団体の一部がケニアのナイロビで会議を行った。参加者は、フセイン･アイディード、オスマン・アリ・アト、ムサ・スディ・ヤラホウらだった。さらに3月末日、ソマリア南部の5つの有力団体が結集してソマリア和解復興委員会(SRRC)が成立した。参加団体はつぎの5つ。中でも、ソマリ国民同盟とラハンウェイン抵抗軍は有力だった。ただし、SRRCも、プントランド、ソマリランド、ソマリ救国同盟、オスマン・アリ・アトなどの協力を得ることには失敗した。アイディードはSRRCの理念として「外国の干渉を最小限に抑えた」と表明している。
| 名前                             | 所属                       | 氏族           |
| -------------------------------- | -------------------------- | -------------- |
| フセイン･アイディード            | ソマリ国民同盟 (SNA)       | ハウィエ       |
| ヒロウェ・イマム・オマル         | 統一ソマリ会議の分派       | ハウィエ       |
| アデン・アブドゥラヒ・ヌール     | ソマリ愛国運動 (SPM)       | ダロッド       |
| ハサン・シャティガドゥド         | ラハンウェイン抵抗軍 (RRA) | ラハンウェイン |
| アブドライ・シェイク・イスマイル | 南ソマリア国民運動 (SSNM)  | ダロッド       |

その後、2004年に新政権（暫定連邦政府）ができるまで、ジブチが暫定国民政府を、エチオピアがSRRCを支援する形となった。4月、暫定国民政府は「エチオピアがソマリア統一を妨害している」と非難したが、エチオピアは責任回避だとして逆に非難。
4月末、ラハンウェイン抵抗軍は、ソマリア南部の20の長老が暫定国民政府に参加しようとしているとして逮捕した。5月中旬、SRRCは暫定国民政府がアイディード暗殺を企てていると非難したが、暫定国民政府は否定。5月にはラハンウェイン抵抗軍と暫定国民政府側勢力の間で戦闘が勃発、少なくとも19名が死亡した。6月には、SRRC幹部のエチオピア訪問に合わせるようにして、暫定国民政府は50以上の戦闘車両と兵2,000を投入し、モガディシュ近郊のアイディード派の拠点を攻撃。7月末、ソマリ愛国運動のモハメド・モルガンが暫定国民政府寄りの都市ブアレを占拠するが、8月末には暫定国民政府寄りの軍閥ジュバ渓谷連合がこれを奪回。
2001年9月には、暫定国民政府がアルカーイダとの繋がりを持っているとの疑惑が浮上。暫定国民政府はこれを否定。以後、SRRCは「暫定国民政府はイスラム原理主義よりであり、ソマリアの一部氏族からのみ支持されているが、我々は主要5氏族から構成される民主主義の団体である」と主張している。
2001年10月下旬、暫定議会はアリ首相の不信任案を可決。11月12日、かつてジブチ会議で議長を務めたハッサン・アブシル・ファラーが首相に就任。12月末、ケニア大統領のダニエル・アラップ・モイが暫定国民政府とSRRCなどとの和解を試みたが、失敗。
2002年1月、BBCはその時点のソマリアの有力者を分析。それによると、次の通り。
| 名前                           | 所属                                       | 氏族           |
| ------------------------------ | ------------------------------------------ | -------------- |
| アブディカシム・サラ・ハッサン | 暫定国民政府（TNG）大統領                  | ハウィエ       |
| ハッサン・アブシル・ファラー   | 暫定国民政府（TNG）首相                    | ダロッド       |
| フセイン･アイディード          | ソマリア和解復興委員会(SRRC)代表           | ハウィエ       |
| ムサ・スディ・ヤラホウ         | ソマリ救国同盟（SSA）、SRRC                | ハウィエ       |
| モハメド・モルガン             | ソマリ愛国運動（SPM）、TNG                 | ダロッド       |
| ハサン・シャティガドゥド       | ラハンウェイン抵抗軍 (RRA)、SRRC           | ラハンウェイン |
| アデン・アブドゥラヒ・ヌール   | ソマリ愛国運動 (SPM)、SRRC                 | ダロッド       |
| ムサ・スディ・ヤラホウ         | ソマリ救国同盟（SSA）、SRRC                | ハウィエ       |
| オスマン・アリ・アト           | ソマリ国民同盟（SNA）                      | ハウィエ       |
| アブドゥラヒ・ユスフ           | プントランド大統領                         | ダロッド       |
| ジャマ・アリ・ジャマ           | プントランドの政治家で、ユスフ大統領の政敵 | ダロッド       |

### 暫定国民政府の分裂とSRRCとの和解交渉
2002年2月12日、当初からのメンバーモハメド・アフラ・カンヤレが、暫定国民政府からの脱退を示唆。2月16日、ハッサン首相はSRRCの元メンバーなどを加えた内閣メンバーを発表。3月11日、暫定議会はハッサン内閣を承認。
2002年10月、ケニアのエルドレットにて、暫定国民政府とSRRCを含むソマリア和平交渉が行われたが、決裂してアリ・マフディ・ムハンマドなど暫定国民政府代表が退席した。
2003年2月、ケニアのナイロビにて暫定国民政府を含むソマリア有力団体の和平交渉会議が行われたが、ハッサン首相は、暫定国民政府代表の2閣僚が暫定国民政府の立場を代弁しなかったとして、会議中にこの閣僚を解任。この和平交渉で7月には暫定憲章の改定が決議されたが、暫定国民政府はこれを拒否。
8月、初代の暫定国民議会議長アブダラー・イサーク・ディーロウとハッサン首相は、暫定国民政府の任期が今月で終了したと発表。しかし暫定国民議会は両名を解任し、アブディカシム暫定大統領も「ソマリアに自由で公平な選挙による新体制ができるまで暫定政権は継続する」と述べ、和平会議を退席した。この時点で、暫定国民政府の主要メンバーは、アブディカシム暫定大統領、ムサ・スディ・ヤラホウ（SSA）、オスマン・アリ・アト（SNA）、バレ・アダン・シレ・ヒラーレ（JVA）だった。以後、12月まで首相欠員。10月、アブディカシム大統領は、ソマリアの和平交渉を決裂させたとしてケニアとエチオピアを非難する声明を発表。
2003年12月8日、アブディカシム大統領はモハメド・アブディ・ユスフを首相に、ムスタファ・グドウ（Mustafa Gudow）を議会議長に指名。ただし8月に解任されたアブダラー前議長とハッサン前首相は、この指名には法的根拠が無いと非難。
ケニアナイロビでの和平交渉が難航したため、IGADの後援で、2003年12月9日から同じくケニアのモンバサにて、10日間の予定で非公式の研修会（retreat）が開催された。この研修会は結果として2004年1月9日まで延期され、和解が進展した。

### 和解交渉の合意と暫定国民政府の終了
2004年1月29日、ケニアナイロビの和平交渉にて、暫定国民政府は暫定憲章の改正に合意。2月8日、暫定国民議会もこれを了承。ただし、この改正に反対する勢力もある程度見られたことから、IGADは、この改正に基づく新政府が2004年7月までに作られなければならないと警告。なお、ソマリ愛国運動のモハメド・モルガンは、この改正に合意せず。
2004年8月22日、新しい制度に基づく議会、すなわち暫定連邦議会が発足し、暫定国民議会は終了した。ただしアブディカシム暫定大統領は、議会の宣誓式に欠席。
2004年10月10日、暫定連邦議会により、暫定大統領投票が行われた。暫定国民政府大統領のアブディカシムも立候補したが、第1回投票での得票は275票中の15票に留まり、落選した。新暫定大統領にはアブドゥラヒ・ユスフが当選した。これにより、暫定国民政府は完全に終了した。

## 主要メンバー

### 議会議長
- アブダラー・イサーク・ディーロウ（英語版） – 初代、2000年8月20日 - 2003年8月
- ムスタファ・グドウ（Mustafa Gudow） – 第2代、2003年12月8日 - 2004年8月

### 大統領
- アブディカシム・サラ・ハッサン

### 首相
- アリ・カリフ・ガライド – 初代、2000年10月8日 - 2001年10月28日
- ハッサン・アブシル・ファラー（英語版） – 第2代、2002年11月12日 - 2003年8月
- モハメド・アブディ・ユスフ（英語版） – 第3代、2003年12月8日 - 2004年11月3日

### その他
- イスマイル・カシム・ナジ（英語版） – ソマリア陸軍（英語版）司令官